# Tertius Delport
Pour les articles homonymes, voir Delport.
Tertius Jacobus Delport, né le 16 octobre 1939 à Humansdorp (province du Cap) et mort le 21 novembre 2023, est un avocat et un homme politique sud-africain, ministre des gouvernements locaux (1992-1994) dans le gouvernement de Klerk et membre du conseil exécutif pour l'agriculture puis les transports de la province du Cap-Oriental (1994-1998).
Membre du parti national (1987-1998), du Parti démocratique (1998-2000) et de l'Alliance démocratique (depuis 2000), il fut député national de la circonscription de Sunday's River (1987-1994), député provincial à l'assemblée du Cap-Oriental (1994-1998) puis à nouveau député au niveau national (1999-2009). Il fut également chef provincial du parti national (1994-1996) au Cap-Oriental.

## Biographie
Né dans le Cap-Oriental, Tertius Delport est diplômé en droit de l'université de Stellenbosch et de l'université de Port Elizabeth où il est successivement maître de conférences (1969-1975), professeur et doyen (1978-1987). 
En 1987, il est élu au parlement pour la circonscription comprenant Despatch et la banlieue rurale de Uitenhage et devient ministre-adjoint des affaires provinciales et du développement constitutionnel (1990-1992) dans le gouvernement du président Frederik de Klerk. Il succède à Leon Wessels en tant que ministre des gouvernements locaux de 1992 à 1994. 
Membre du cabinet, il participe à la rédaction de la future constitution intérimaire sud-africaine adoptée en 1993. Avec Rina Venter, Hernus Kriel, André Fourie, Danie Schutte, Japie van Wyk et Magnus Malan, il est l'un des ministres qui campent sur une ligne dure face aux exigences de l'ANC lors des négociations constitutionnelles. Partisan d'un partage du pouvoir avec la majorité noire dans le cadre d'une démocratie participative, d'un fonctionnement du cabinet sur un mode consensuel et non majoritaire et d'un droit de veto des minorités, il accepte difficilement l'accord final sur la constitution intérimaire, négocié par le gouvernement et l'ANC. Estimant que le parti national et le gouvernement ont trop cédé, il envisage avec Hernus Kriel, André Fourie et Japie van Wyk plusieurs possibilités telles que démissionner avec fracas du gouvernement, provoquer une mutinerie au sein du cabinet contre le président de Klerk, réunir un caucus du parti national et rechercher l'appui du parti conservateur au parlement ou encore faire savoir publiquement leur désaccord vis-à-vis de l'accord négocié avec l'ANC. Finalement, ils réalisent que toute tentative pour contrer l'accord est vaine et qu'il n'y pas de solutions alternatives crédibles pour garantir la survie politique du pouvoir afrikaner. 
Député à l'assemblée de la province du Cap-Oriental (1994-1998), chef régional du parti national (1995-1996), défenseur au sein du parti national d'une Afrique du Sud fédérale lors des négociations sur la nouvelle constitution adoptée en 1996, il est membre du conseil exécutif de cette province pour l'agriculture puis les transports durant la même période. 
Suspendu du parti national en décembre 1997, il rejoint le parti démocratique (DP) en janvier 1998, perdant alors son siège de parlementaire de province. En 1999, il est candidat sur la liste de la DP dans la province du Cap-Oriental et se fait élire député. 
En 2000, il participe à la fondation de l'Alliance démocratique (DA), née du rapprochement entre le Nouveau Parti national et le parti démocratique. Porte-parole de la DA pour les affaires de justice, leader de ce parti au Cap-Oriental, il est de nouveau réélu au parlement national en 2004. En 2007, à la suite du retrait de Tony Leon, Delport tente de se faire élire comme chef du groupe parlementaire mais est battu de 4 voix par Sandra Botha. Âgé de presque 70 ans en 2009, il ne se représente pas aux élections générales du mois d'avril et se retire de la vie politique, laissant son poste de porte-parole de l'alliance démocratique pour les affaires de justice à Dene Smuts, l'ancienne porte-parole chargée de la communication.

## Vie professionnelle
Tertius Delport est le cofondateur en 1998 de Delport Van Niekerk Attorneys, un cabinet d'avocat situé à Port Elizabeth, dans le quartier de Summerstrand.